# Het Fortuin (Haarlem)
Het Fortuin was een windtrasmolen uit Haarlem gebouwd in 1698 en is rond 1906 afgebroken. De molen was een ronde stellingmolen en stond langs de dijk van de spoorbrug over het Spaarne aan de Friese Varkensmarkt en het Spaarne.